# Farmer Guy
Farmer Guy (titulado El granjero en Hispanoamérica y España) es el vigésimo primer episodio de la undécima temporada de la serie de televisión animada de comedia Padre de familia. Fue estrenado originalmente el 12 de mayo de 2013 mediante FOX en los Estados Unidos.

## Argumento
Tom Tucker y Joyce Kinney hacen un reportaje sobre aumento de la delincuencia en Quahog. En el acuario de Quahog, una foca llamada Bojangles amenaza a su entrenadora por un cubo de pescado y la obliga a frotar su vientre. En el hospital, una mujer da a luz a un bebé que empieza a disparar todo. Algunos días más tarde, los Griffin regresan a casa para encontrar que han sido robados. Después de perder su tranquilidad, Peter compra una granja y le dice a la familia que se mudarán, vendiendo su casa en craigslist. A pesar de algunas dudas iniciales, la familia decide ir aunque Brian desconfía de sus motivos para llevarlo a una "granja" y toma brevemente como rehén Stewie. Al llegar, se ajustan a la vida en la granja, pero Lois ofrece noticias de que están en problemas de dinero y están en peligro de perder la granja.
Brian se ofrece a ir a la universidad para aprender algo de valor en la agricultura para ayudar y se marcha. Pero durante un tornado, se refugian en el sótano para tormentas y descubre un laboratorio de metanfetamina. Lois quiere llamar a la policía, pero Peter decide utilizarla para ganar el dinero que ocupan. A pesar de sus reservas ella compromete a hacer metanfetaminas sólo el tiempo suficiente para obtener rentabilidad. Peter se vuelve paranoico cuando desarrolla un sistema de administración con palomas mensajeras, Stewie compra jarabe para la tos ya que es el único de la familia que no está presentado como sospechoso de vender la metanfetamina. Brian vuelve y encuentra que la granja y la familia se han ido al infierno y sólo se llevaba su ropa interior. Un reportaje revela que la familia es responsable de una inundación de drogas en Quahog, causando más problemas, Tricia Takanawa también está enganchada con las metanfetaminas. Lois empaca para irse a casa y convence a la familia que tienen que volver también,luego  la casa explota. Afortunadamente, fueron capaces de comprar su casa vieja de vuelta después de que los valores de las propiedades se desplomaron durante la ola de crímenes.

## Recepción

### Recepción crítica
Kevin McFarland de The A.V. Club dio al episodio una "B" diciendo: "Para ser justos, no es enfatizar lo suficiente cuán volátil puede ser todas esas sustancias químicas, y un final a uno de los tipos de episodios estándar para este espectáculo-Peter iniciando una conmoción familiar- que rápidamente muestra que la reversión de Lois sea correcta. Es una forma rápida de poner fin al episodio, y hace pequeña subtrama de Brian un poco de un callejón sin salida, pero cuando hay tantos cortes, una trama fina ya se hace más delgado."
Mark Trammell de TV Equals dijo:"Farmer Guy" estaba lo suficientemente cerca para el disco, y fue sin duda uno de los mejores, si no el mejor episodio de la temporada, y es precisamente porque volvió al estilo que es más conocido no en la derrota, sino porque en realidad tenía un terreno sólido y algunos buenos chistes para contar. A veces, son las soluciones más simples que funcionan mejor, como volver a lo básico."
Carter Dotson de TV Fanatic dio el episodio dos de cinco estrellas, diciendo: "En realidad, cuando el mejor humor es todo, pero desconectado de la trama real del episodio, eso es una mala señal. Yo no veo ninguna razón real para preocuparse por esto, y ¿por qué habría de hacerlo? Si algún trabajo serio se puso en este episodio, se pierde."
John de Bubbleblabber dio al episodio un siete de diez, diciendo: "No puedo creer que estoy diciendo esto, pero el episodio de esta semana realmente podría haber utilizado un argumento-B ¿quizá sobre Brian asistiendo a la universidad? "Farmer guy" crece con semillas de la decepción. Esperemos que el final puede ser mucho mejor."

### Audiencia
El episodio recibió una calificación de 2.4 en el grupo demográfico 18-49 y obtuvo 4.82 millones de televidentes en su estreno original, haciéndolo el programa más visto en la dominación de la animación de FOX, derrotando a The Cleveland Show, Los Simpson, Bob's Burgers y American Dad!.